# 長期債
長期債（ちょうきさい）とは、債券の種類の一つ。償還期間が10年以上の長期にわたる債券であり、長期債券とも呼ばれる。
日本の中で最も安全な金融商品で現預金と比較した場合、両者の組み合わせが好ましいとされている。
昨今のようなマイナス金利では、一般には出回っておらず、反映に時間がかかるため当該企業業績と一致しない。
会計上、時価でこれらを現す。